# Arthrorise
Die Arthrorise (synonym Arthrorhise, Arthroroesis; altgriechisch ἄρθρον arthron, deutsch ‚Gelenk‘ und ereisai, ‚stützen, fest anlehnen‘) ist ein orthopädischer operativer Eingriff, durch den die Beweglichkeit eines Gelenks eingeschränkt wird, indem außerhalb der Gelenkkapsel ein Hindernis erzeugt wird, ohne dass das Gelenk eröffnet wird. Dies können eine Schraube oder ein Knochenspan sein.
Die Arthrorise, die am häufigsten durchgeführt wird, ist die subtalare Arthrorise zur Behandlung eines flexiblen Knickfußes mit Blockierung des unteren Sprunggelenks.

## Subtalare Arthrorise
Dies ist die mit Abstand häufigste Arthrorise, alle anderen Formen werden sehr selten durchgeführt. Bei der subtalaren Arthrorise wird eine Schraube oder ein Knochenspan außen unter das Sprungbein (Talus) in den Sinus tarsi eingebracht. Dadurch wird die Valgusstellung bzw. Hyperpronation des Fersenbeins gegen das Sprungbein im unteren Sprunggelenk korrigiert, die für den Knickfuß verantwortlich ist.
Ursprünglich hatte D. S. Grice 1952 eine extraartikuläre Arthrodese vorgeschlagen, bei der ein Knochenblock Fersen- und Sprungbein fest verbindet. Dieser Eingriff wird auch weiterhin bei schweren Rückfußdeformitäten durchgeführt, führt allerdings zu einer vollständigen und irreversiblen Versteifung des subtalaren Gelenks mit Verlust von Pronation und Supination in diesem Gelenkabschnitt. Daher hat S. Giannini 1985 einen Eingriff entwickelt, der keine vollständige Versteifung bedingt, sondern die Beweglichkeit in die Hyperpronation einschränkt. Er brachte hierzu einen Teflondübel (Sinus tarsi spacer) in den Sinus tarsi ein, später wurden zahlreiche Metall- und resorbierbare Schrauben z. B. mit Polylactid entwickelt. Auch wurde versucht, Knochenspäne einzubringen, die aber entweder zu einer Arthrose führten oder resorbiert wurden. Hingegen lassen Knochendübel bzw. Schrauben noch eine Beweglichkeit zu und können bei Problemen später entfernt werden.
Die Schraube oder der Dübel können entweder in den Sinus tarsi direkt eingebracht werden, oder horizontal in das Fersenbein im Bereich des Sinus tarsi, und blockieren so bei Pronationsbewegung durch Druck des Dübels/der Schraube gegen das Sprungbein eine übermäßige Pronation.
Dieses Verfahren fand viele Modifikationen, es wurde in den 1990er Jahren zu einem Standardverfahren der Kinderorthopädie mit hohem Vermarktungsanteil seitens der Hersteller der Schrauben und Dübel. Es gibt zahlreiche Studien mit kurz- und mittellangem Follow-up, jedoch keine randomisierte kontrollierte Studie und bisher keine Langzeitergebnisse. Insbesondere der Vergleich mit einer nicht operierten Vergleichsgruppe wäre wichtig, da der flexible Knickfuß nach Abschluss des Wachstums oft eine selbstständige Normalisierung aufweist. Ebenso existieren keine klinischen Studien, die die verschiedenen Implantate vergleichen.

### Indikationen
Typischerweise dient dieser Eingriff als „Wachstumslenkung“ bei schwerem funktionellen, nicht fixiertem Knick- bzw. Plattfuß bei 8- bis 12-jährigen Kindern, also vor Abschluss des Wachstums. Der Fuß muss dabei passiv problemlos in die Normalstellung beweglich sein. Vor dem 6. Lebensjahr wird der Eingriff nur in Sonderfällen durchgeführt, meist auch nicht mehr nach dem 13. Lebensjahr.
Neben dem funktionellen Knickfuß kann die subtalare Arthrorise auch bei spastischem Knicksenkfuß wie bei der infantilen Zerebralparese, ebenso bei Knickfußfehlstellungen aufgrund hypotoner Muskelerkrankungen und bei Überbeweglichkeit, auch aufgrund von Bindegewebserkrankungen wie Ehlers-Danlos-Syndrom, oder nach Poliomyelitis u. a. angewandt werden. Andere empfehlen bei neurologischem Plattfuß oder Überbeweglichkeit eher eine Arthrodese nach Grice statt der Arthrorise.
Eine Arthrorise kann auch bei einer sekundären Senkfuß-Fehlstellung aufgrund einer Tibialis-posterior-Dysfunktion bei Erwachsenen durchgeführt werden, besonders im Stadium  II mit funktioneller und noch nicht fixierter Rückfußfehlstellung.

### Eingriff
Bei der Operation erfolgt ein 1–2 cm langer Hautschnitt über dem Sinus tarsi. Der Musculus extensor digitorum brevis wird nach dorsal weggehalten, das Extensorenretinakulum über dem Kuboid gespalten und das Ligamentum interosseum im Sinus tarsi aufgesucht und durchtrennt. Dann wird der Sinus tarsi weiter eröffnet und in Neutralstellung des Fußes aufgedehnt, um das Implantat einzubringen.
Gelegentlich muss die Arthrorise um andere Eingriffe erweitert werden. So findet sich gelegentlich ein Spitzfuß, was eine Achillessehnenverlängerung notwendig macht. Oder es besteht eine schmerzhafte Knochenprominenz innenseitig am Kahnbein, wo diese Knochenprominenz oder ein gelegentlich dort vorhandenes akzessorisches Knöchelchen, das Os tibiale externum, entfernt werden.
Derzeit werden u. a. Pro-Stop von Arthrex, AO-Spongiosaschraube/Kalkaneus-Stopp/Calcaneostopp-Schraube von Synthes, Subtalar Spacer Systems von Wright und Kalix von Newdeal verwendet.
Postoperativ wurde früher oft für drei Wochen ein Unterschenkelgips angelegt, heute erfolgt meist nur noch ein Kompressions-Verband. Meist wird inzwischen eine Teilbelastung mit Unterarmgehstützen erlaubt, jedoch 4–6 Wochen Sportkarenz verordnet. Der Eingriff wird meist tagesstationär oder mit einer Nacht Aufenthalt im Krankenhaus durchgeführt.

### Komplikationen und Ergebnisse
Komplikationen des Eingriffs sind insbesondere Schmerzen im Bereich des Implantats, die jedoch durch Entfernung des Materials beseitigt werden können. Das Implantat kann sich lockern, wandern oder auch brechen. Durch den Eingriff kann es zu einer vermehrten Steifigkeit im unteren Sprunggelenk kommen, auch eine Überkorrektur oder eine unzureichende Korrektur sind möglich.
Als schwere, aber seltene Komplikation wurde eine Osteonekrose des Sprungbeins beschrieben.
In einer Nachuntersuchung wurde bei 152 Kindern mit mittleren 10,6 Jahren an 226 Füßen eine AO-Spongiosaschraube eingebracht, bei 74 Kindern beidseits. Dabei zeigten sich in 95 % gute bis sehr gute Ergebnisse, 55 Schrauben (24 %) mussten nach mittleren 2,9 Jahren wieder entfernt werden.

## Andere seltene Arthrorise-Techniken
- Am oberen Sprunggelenk wurde früher sehr häufig ein Knochenspan eingesetzt, als Anschlag hinten gegen eine vermehrte Plantarflexion (Spitzfuß) oder vorn gegen eine vermehrte Dorsalextension (Hackenfuß) besonders bei einer schlaffen Lähmung z. B. nach Poliomyelitis.[6] Die „vordere Anschlagsperre“, bei der ein schräg stehender Tibiaspan aus der vorderen Schienbeinkante in das Sprungbein eingebolzt wurde, wurde erstmals von Putti beschrieben.[7] Als hintere Anschlagsperre wurde ebenfalls ein Tibiaspan verwandt, es wurden zahlreiche OP-Techniken beschrieben, so nach Lange, Campbell, Gill oder Nové Josserand.[8]
- Am Kniegelenk kann vorn eine Anschlagsperre eingebracht werden, um bei schlaffen Lähmungen ein Genu recurvatum zu begrenzen. Dies Verfahren wurde früher oft bei Kinderlähmung durchgeführt, wird heute aber nicht mehr verwendet. Dabei wurde in der Technik nach Wollenberg die Tuberositas tibiae mit der vorderen Schienbeinkante abgelöst und nach proximal Richtung Kniegelenk verschoben. Diese Arthrorise ist damit eigentlich intraartikulär.[7]
- Am Handgelenk-nahen Unterarm hat Manfrini eine radio-ulnare Arthrorise zur Behandlung der Supinations-Fehlstellung bei Kindern mit einer Plexuslähmung beschrieben.[9]
- Für die Finger-Grundgelenke gibt es ein Verfahren der dorsalen Arthrorise bei Ulnarislähmung und Krallenhand-Fehlstellung, das auch bei Lepra-bedingter Krallenhandstellung Anwendung findet.[10]